# Phare de Jävre
Le phare de Jävre (en suédois : Jävre fyr) est un phare  désactivé situé dans la commune de Piteå, dans le comté de Norrbotten (Suède).

## Histoire
Ce phare a été construit en 1871 par l'ingénieur Gustaf von Heidenstam (en), à l'origine sur la petite île de Gråklubben, au nord-est du phare de Skagsudde, à 25 km au sud-est d'Örnsköldsvik (comté de Västernorrland). Après la mise en service en 1957 du phare de Skagsudde le phare a été désactivé puis démonté pour stockage dans le milieu des années 1960.
Remis à la municipalité de Piteå en 1970, il a été a reconstruit au port de Jävre Sandholmen en 1971, à l'occasion du 100e anniversaire du phare. Il a gardé sa lentille de Fresnel de 3e ordre toujours présente dans la lanterne.
Un escalier en colimaçon de 50 marches mène à la galerie de la lanterne pour les visites.

## Description
Le phare  est une tour cylindrique en fonte  de 17,5 mètres de haut, avec une galerie et une lanterne. La tour est peinte en blanc sur les 2/3 inférieurs et noire en dessus. Il émettait, à une hauteur focale de 21,7 mètres. Sa portée nominale était de 14 milles nautiques (environ 17 km).
Identifiant : ARLHS : SWE-035 .
|                  |
| Île de Skagsudde |

|                       |
| Le phare anciennement |

### Lien connexe
- Liste des phares de Suède